# Soppristjärnen
Soppristjärnen är en sjö i Malung-Sälens kommun i Dalarna och ingår i Dalälvens huvudavrinningsområde.
Sjön ligger ovanför Kölssjön mellan Vallerås och Norra Mon i Malungs socken.